# Marsas (Hautes-Pyrénées)
Marsas est une commune française située dans le centre du département des Hautes-Pyrénées, en région Occitanie. Sur le plan historique et culturel, la commune est dans la région des Baronnies, dont le nom est issu d’une légende selon laquelle quatre seigneurs du Moyen Âge avaient pour habitude de festoyer ensemble aux sources de l’Arros, chacun d’eux gardant un pied sur sa terre et l’autre sur celle du voisin.
Exposée à un climat de montagne, elle est drainée par l'Esqueda et par un autre cours d'eau. La commune possède un patrimoine naturel remarquable composé de deux zones naturelles d'intérêt écologique, faunistique et floristique.
Marsas est une commune rurale qui compte 65 habitants en 2022, après avoir connu un pic de population de 212 habitants en 1836. Elle fait partie de l'aire d'attraction de Bagnères-de-Bigorre..

## Géographie

### Localisation
La commune de Marsas se trouve dans le département des Hautes-Pyrénées, en région Occitanie.
Elle se situe à 23 km à vol d'oiseau de Tarbes, préfecture du département, à 6 km de Bagnères-de-Bigorre, sous-préfecture, et à 15 km de Tournay, bureau centralisateur du canton de la Vallée de l'Arros et des Baïses dont dépend la commune depuis 2015 pour les élections départementales.
La commune fait en outre partie du bassin de vie de Bagnères-de-Bigorre.
Les communes les plus proches sont : 
Banios (1,1 km), Fréchendets (1,6 km), Esconnets (1,9 km), Lies (2,1 km), Asque (2,6 km), Escots (2,8 km), Espieilh (3,0 km), Bettes (3,2 km).
Sur le plan historique et culturel, Marsas fait partie de la région des Baronnies, dont le nom est issu d’une légende selon laquelle quatre seigneurs du MoyenAge (les barrons d’Esparros et de Lomné, le vcomte d’Asté et le sire d’Uzer) avaient pour habitude de festoyer ensemble aux sources de l’Arros, chacun d’eux gardant un pied sur sa terre et l’autre sur celle du voisin.

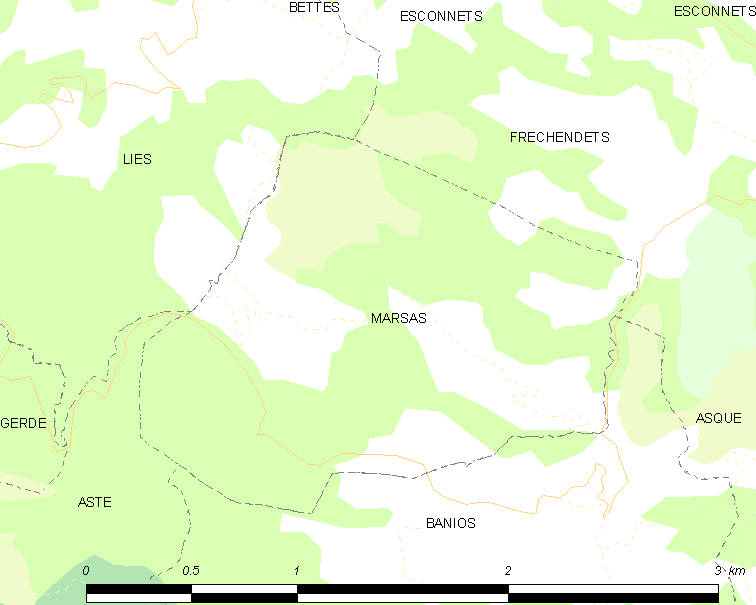
Carte de la commune de Marsas et des proches communes.

| Lies |        | Fréchendets |
|      | Marsas |             |
| Asté |        | Banios      |

### Hydrographie

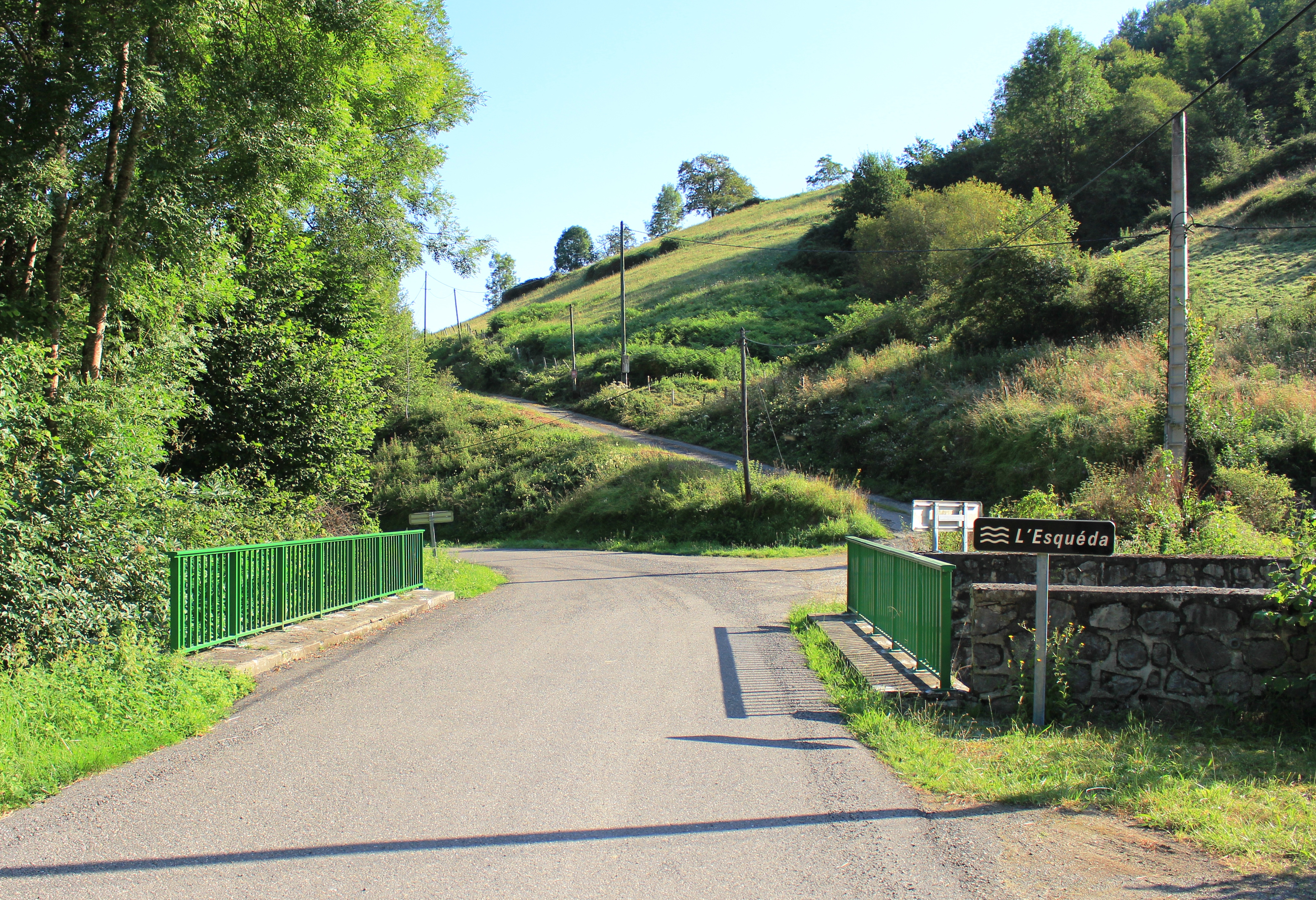
Le pont au-dessus de l'Esqueda.

Elle est drainée par l'Esqueda, le ruisseau de Lauade, constituant un réseau hydrographique de 3 km de longueur totale,.
L'Esqueda, d'une longueur totale de 10,7 km, prend sa source dans la commune de Banios et s'écoule vers le nord. Il traverse la commune et se jette dans l'Arros à Antin, après avoir traversé 7 communes.

### Climat
Le climat qui caractérise la commune est qualifié, en 2010, de « climat des marges montargnardes », selon la typologie des climats de la France qui compte alors huit grands types de climats en métropole. En 2020, la commune ressort du type « climat de montagne » dans la classification établie par Météo-France, qui ne compte désormais, en première approche, que cinq grands types de climats en métropole. Pour ce type de climat, la température décroît rapidement en fonction de l'altitude. On observe une nébulosité minimale en hiver et maximale en été. Les vents et les précipitations varient notablement selon le lieu.
Les paramètres climatiques qui ont permis d’établir la typologie de 2010 comportent six variables pour les températures et huit pour les précipitations, dont les valeurs correspondent à la normale 1971-2000. Les sept principales variables caractérisant la commune sont présentées dans l'encadré ci-après.
| Paramètres climatiques communaux sur la période 1971-2000 - Moyenne annuelle de température : 11,7 °C - Nombre de jours avec une température inférieure à −5 °C : 4,2 j - Nombre de jours avec une température supérieure à 30 °C : 5,2 j - Amplitude thermique annuelle : 14,6 °C - Cumuls annuels de précipitation : 1 201 mm - Nombre de jours de précipitation en janvier : 10,5 j - Nombre de jours de précipitation en juillet : 8,8 j |

Avec le changement climatique, ces variables ont évolué. Une étude réalisée en 2014 par la Direction générale de l'Énergie et du Climat complétée par des études régionales prévoit en effet que la  température moyenne devrait croître et la pluviométrie moyenne baisser, avec toutefois de fortes variations régionales. Ces changements peuvent être constatés sur la station météorologique de Météo-France la plus proche, « Artigues », sur la commune de Campan, mise en service en 1959 et qui se trouve à 6 km à vol d'oiseau,, où la température moyenne annuelle est de 7,7 °C et la hauteur de précipitations de 1 220,8 mm pour la période 1981-2010.
Sur la station météorologique historique la plus proche, « Tarbes-Lourdes-Pyrénées », sur la commune d'Ossun, mise en service en 1946 et à 25 km, la température moyenne annuelle évolue de 12,2 °C pour la période 1971-2000, à 12,6 °C pour 1981-2010, puis à 12,9 °C pour 1991-2020.

### Milieux naturels et biodiversité
L’inventaire des zones naturelles d'intérêt écologique, faunistique et floristique (ZNIEFF) a pour objectif de réaliser une couverture des zones les plus intéressantes sur le plan écologique, essentiellement dans la perspective d’améliorer la connaissance du patrimoine naturel national et de fournir aux différents décideurs un outil d’aide à la prise en compte de l’environnement dans l’aménagement du territoire.
Une ZNIEFF de type 1 est recensée sur la commune :
le « réseau hydrographique des Baronnies » (390 ha), couvrant 35 communes du département et une ZNIEFF de type 2, : 
les « Baronnies » (20 367 ha), couvrant 43 communes du département.

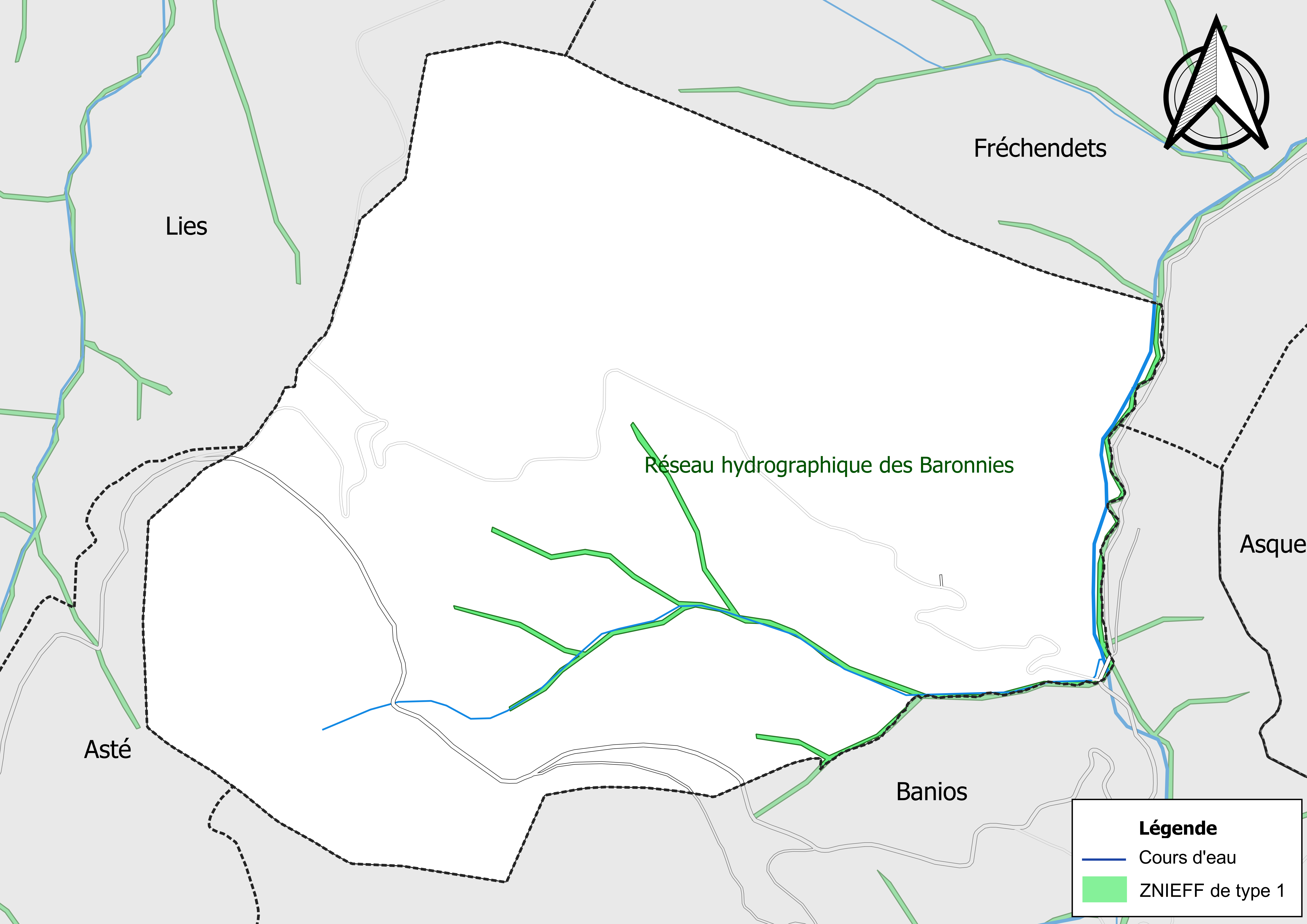
Carte de la ZNIEFF de type 1 sur la commune.
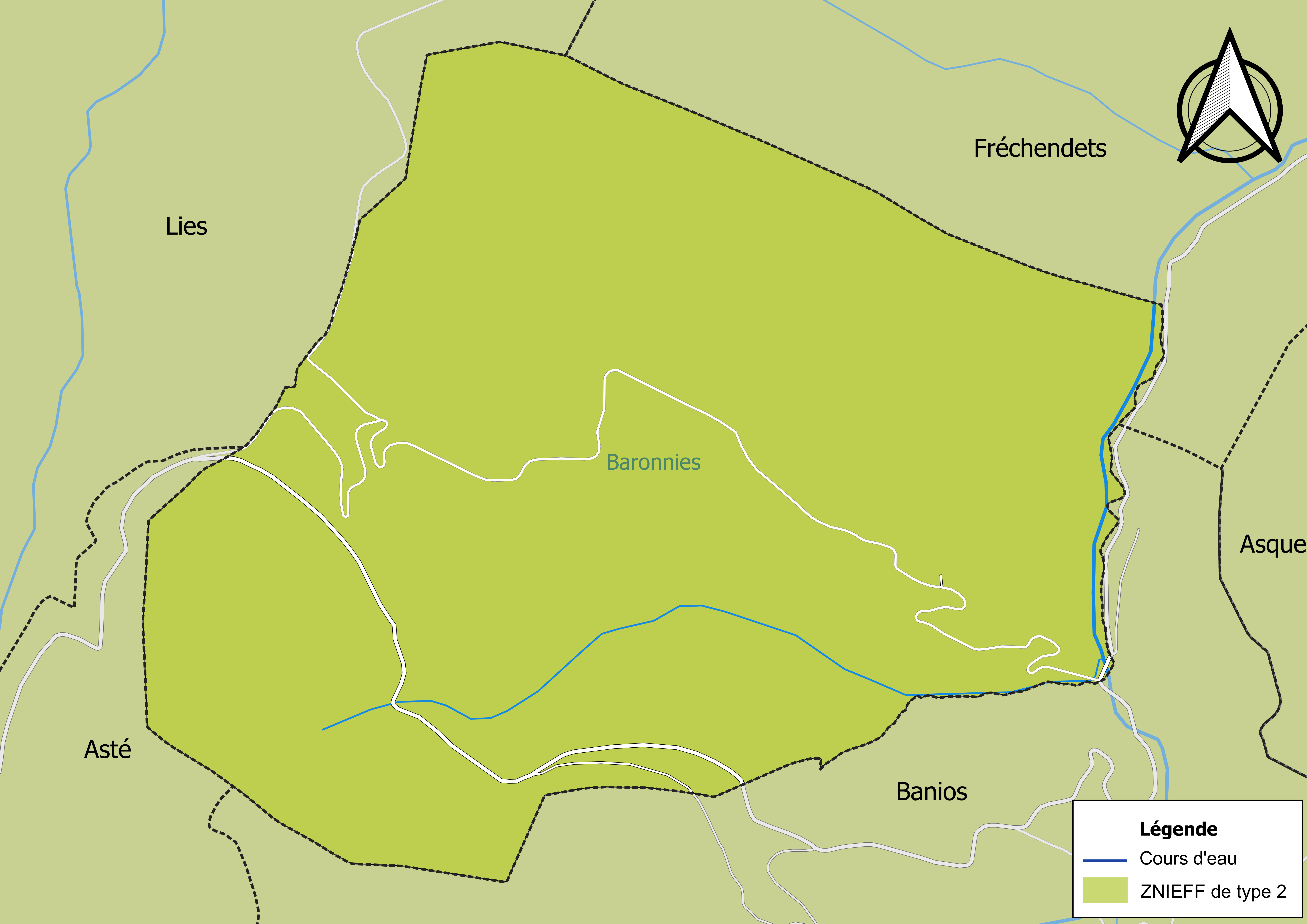
Carte de la ZNIEFF de type 2 sur la commune.

## Urbanisme

### Typologie
Au 1er janvier 2024, Marsas est catégorisée commune rurale à habitat très dispersé, selon la nouvelle grille communale de densité à sept niveaux définie par l'Insee en 2022.
Elle est située hors unité urbaine. Par ailleurs la commune fait partie de l'aire d'attraction de Bagnères-de-Bigorre, dont elle est une commune de la couronne,. Cette aire, qui regroupe 21 communes, est catégorisée dans les aires de moins de 50 000 habitants,.

### Occupation des sols
L'occupation des sols de la commune, telle qu'elle ressort de la base de données européenne d’occupation biophysique des sols Corine Land Cover (CLC), est marquée par l'importance des forêts et milieux semi-naturels (67,2 % en 2018), une proportion identique à celle de 1990 (67,2 %). La répartition détaillée en 2018 est la suivante : 
forêts (56,8 %), prairies (21,1 %), zones agricoles hétérogènes (11,7 %), milieux à végétation arbustive et/ou herbacée (10,3 %).
L'IGN met par ailleurs à disposition un outil en ligne permettant de comparer l’évolution dans le temps de l’occupation des sols de la commune (ou de territoires à des échelles différentes). Plusieurs époques sont accessibles sous forme de cartes ou photos aériennes : la carte de Cassini (XVIIIe siècle), la carte d'état-major (1820-1866) et la période actuelle (1950 à aujourd'hui).

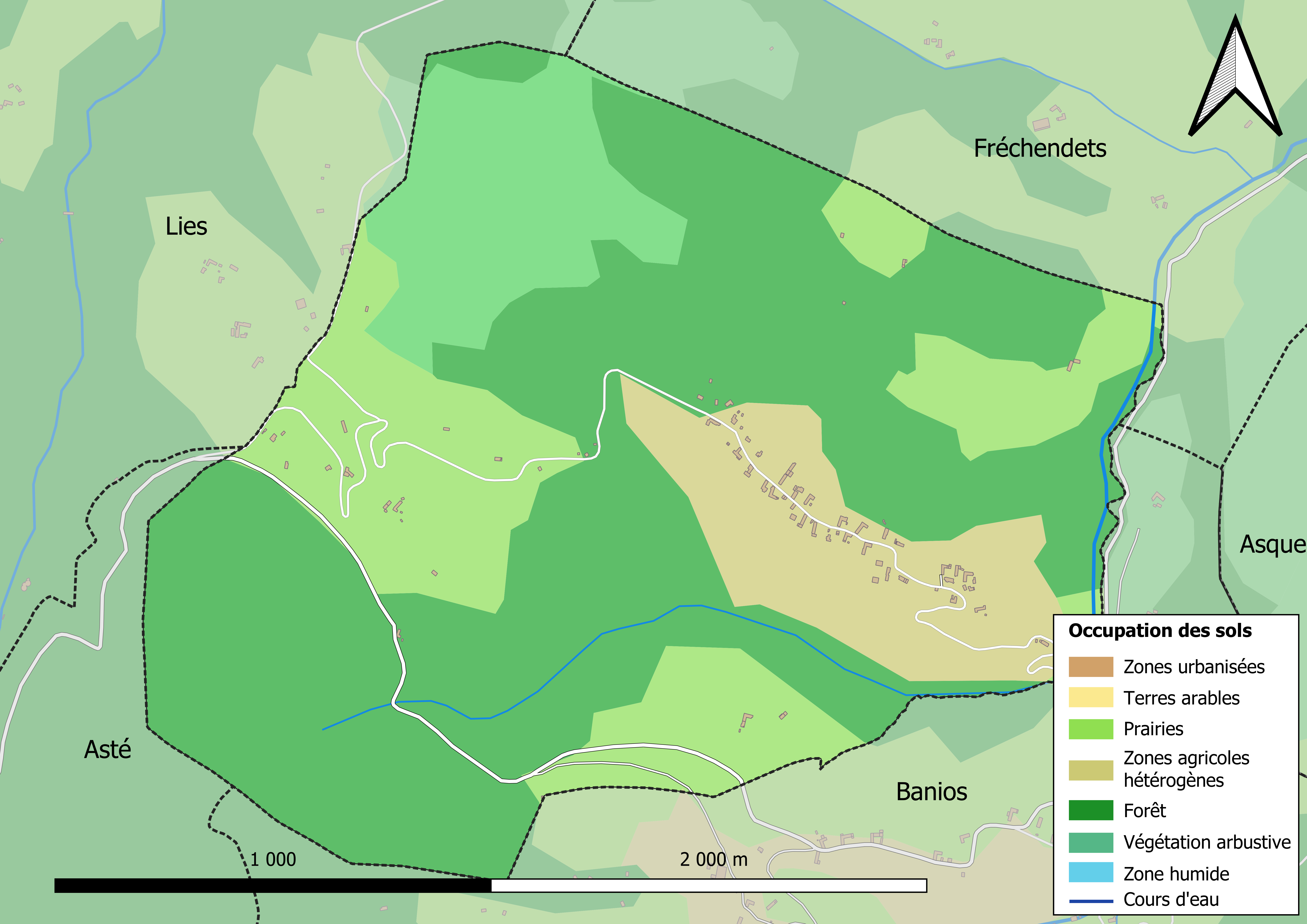
Carte des infrastructures et de l'occupation des sols en 2018 (CLC) de la commune.
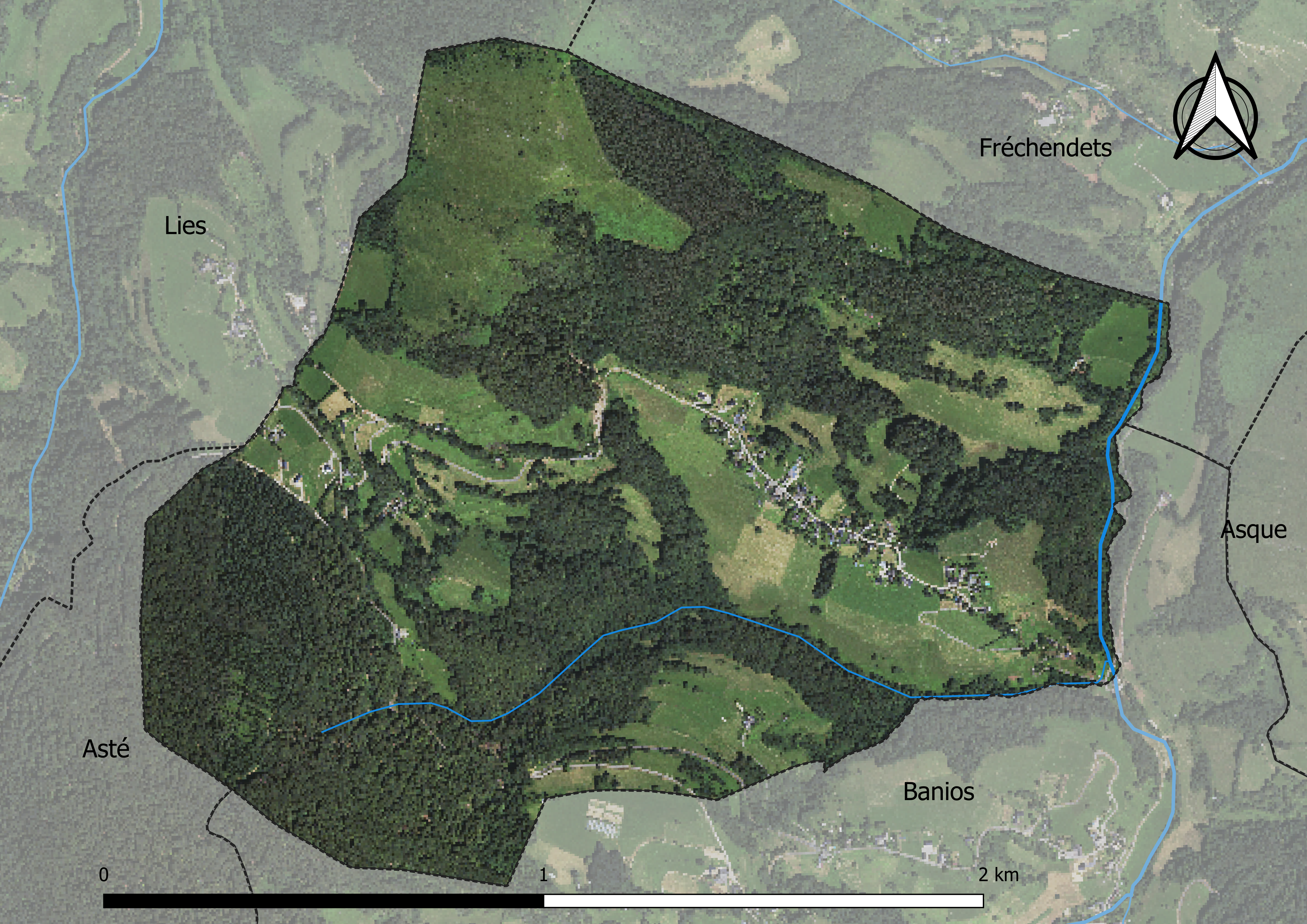
Carte orthophotogrammétrique de la commune.

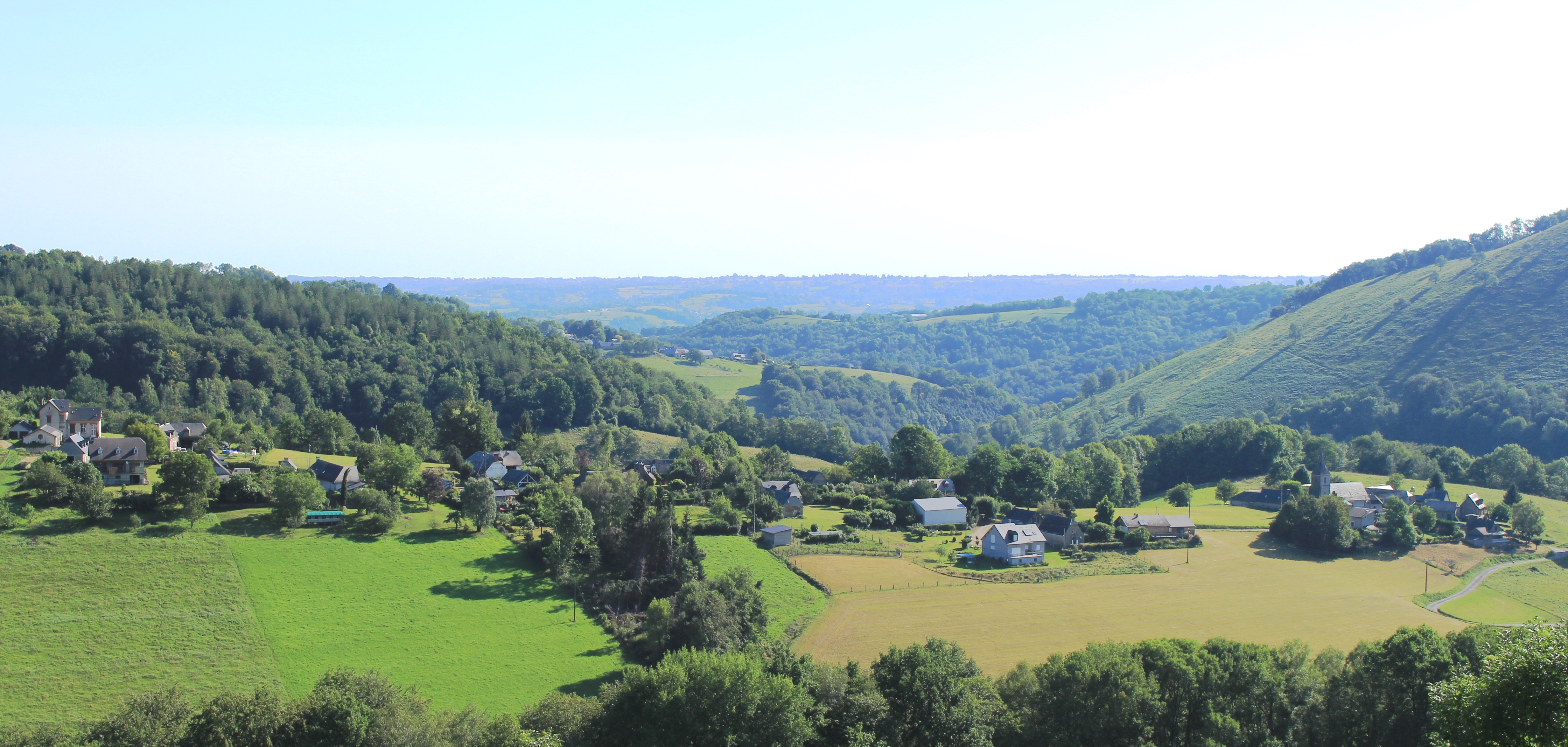
Vue générale en été.

### Logement
En 2012, le nombre total de logements dans la commune est de 57.

Parmi ces logements, 54,9 % sont des résidences principales, 37,9 % des résidences secondaires et 7,2 % des logements vacants.

### Voies de communication et transports
Cette commune est desservie par les routes départementales D 84 et D 284.

### Risques majeurs
Le territoire de la commune de Marsas est vulnérable à différents aléas naturels : météorologiques (tempête, orage, neige, grand froid, canicule ou sécheresse), inondations, feux de forêts et séisme (sismicité moyenne). Un site publié par le BRGM permet d'évaluer simplement et rapidement les risques d'un bien localisé soit par son adresse soit par le numéro de sa parcelle.
Certaines parties du territoire communal sont susceptibles d’être affectées par le risque d’inondation par débordement de cours d'eau, notamment le Esqueda. La cartographie des zones inondables en ex-Midi-Pyrénées réalisée dans le cadre du XIe Contrat de plan État-région, visant à informer les citoyens et les décideurs sur le risque d’inondation, est accessible sur le site de la DREAL Occitanie. La commune a été reconnue en état de catastrophe naturelle au titre des dommages causés par les inondations et coulées de boue survenues en 1982, 1999 et 2009,.
Marsas est exposée au risque de feu de forêt. Un plan départemental de protection des forêts contre les incendies a été approuvé par arrêté préfectoral le 21 avril 2020 pour la période 2020-2029. Le précédent couvrait la période 2007-2017. L’emploi du feu est régi par deux types de réglementations. D’abord le code forestier et l’arrêté préfectoral du 27 octobre 2014, qui réglementent l’emploi du feu à moins de 200 m des espaces naturels combustibles sur l’ensemble du département. Ensuite celle établie dans le cadre de la lutte contre la pollution de l’air, qui interdit le brûlage des déchets verts des particuliers. L’écobuage est quant à lui réglementé dans le cadre de commissions locales d’écobuage (CLE)

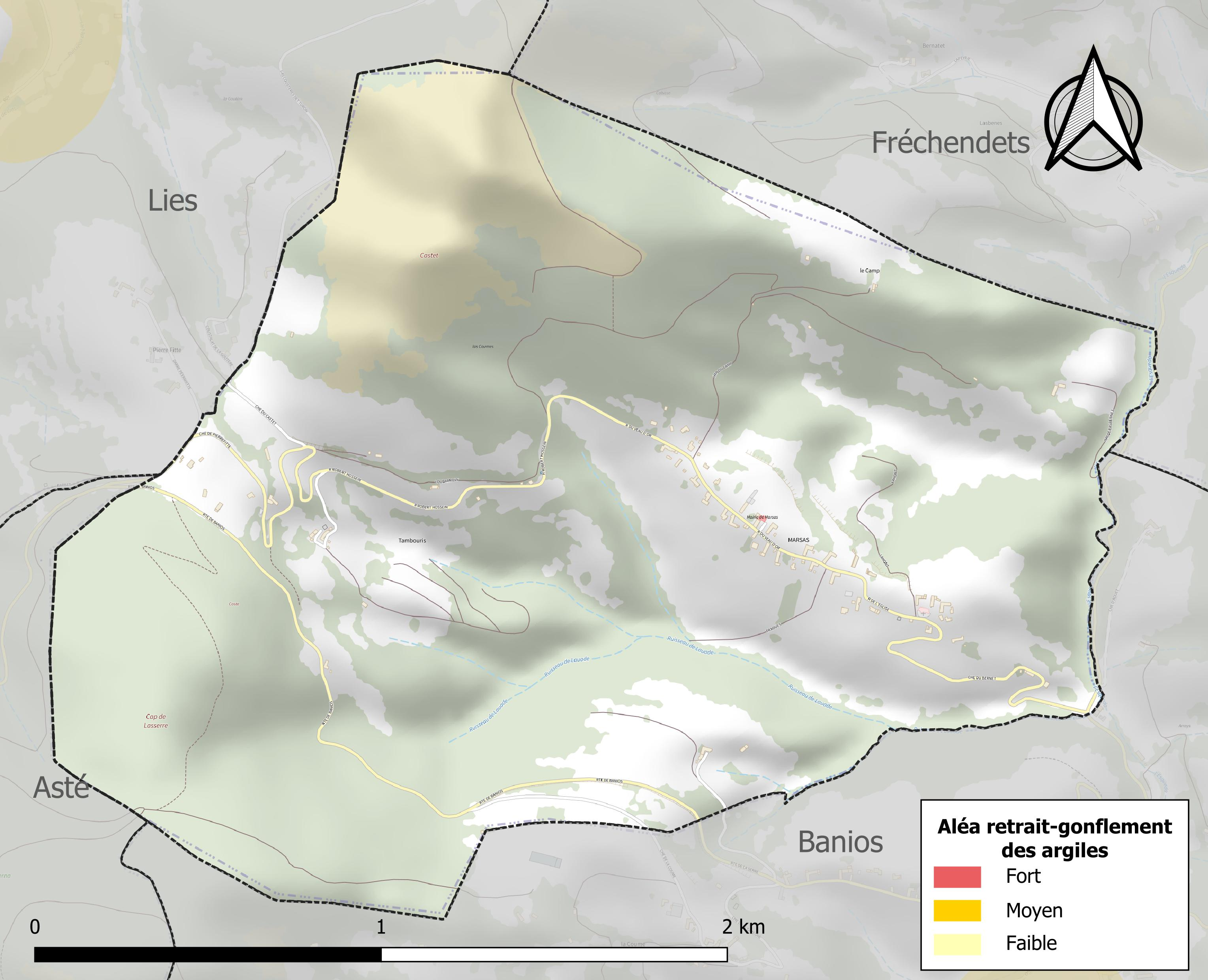
Carte des zones d'aléa retrait-gonflement des sols argileux de Marsas.

Le retrait-gonflement des sols argileux est susceptible d'engendrer des dommages importants aux bâtiments en cas d’alternance de périodes de sécheresse et de pluie. La totalité de la commune est en aléa faible (44,5 % au niveau départemental et 48,5 % au niveau national). Sur les 49 bâtiments dénombrés sur la commune en 2019, aucun n'est en aléa moyen ou fort, à comparer aux 75 % au niveau départemental et 54 % au niveau national. Une cartographie de l'exposition du territoire national au retrait gonflement des sols argileux est disponible sur le site du BRGM,.
Par ailleurs, afin de mieux appréhender le risque d’affaissement de terrain, l'inventaire national des cavités souterraines permet de localiser celles situées sur la commune.
Concernant les mouvements de terrains, la commune a été reconnue en état de catastrophe naturelle au titre des dommages causés par des mouvements de terrain en 1999.

## Toponymie

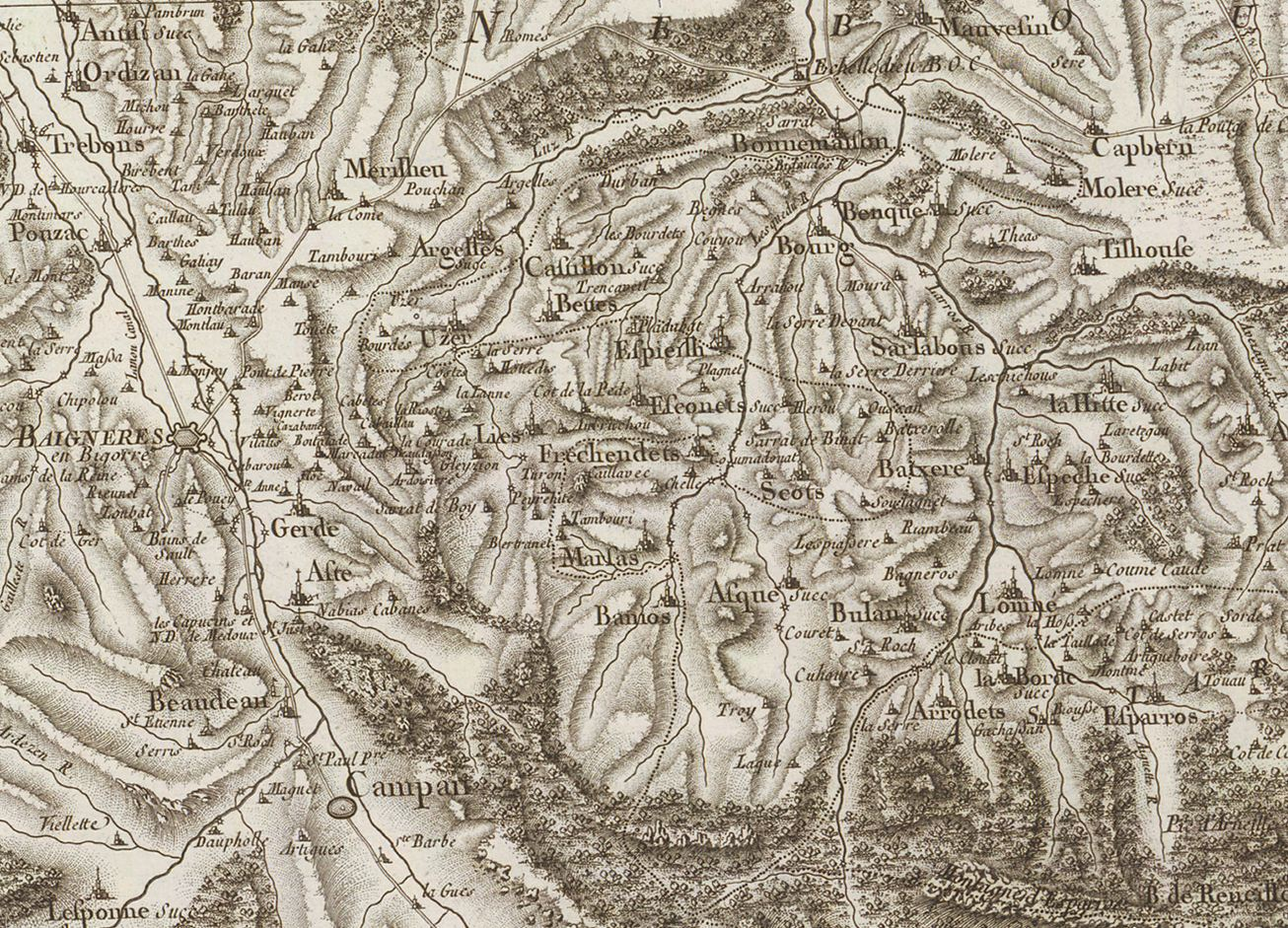
Extrait de la carte de Cassini (entre 1756 et 1789) situant Marsas à l'est de Bagnères-de-Bigorre

On trouvera les principales informations dans le Dictionnaire toponymique des communes des Hautes-Pyrénées de Michel Grosclaude et Jean-François Le Nail qui rapporte les dénominations historiques du village :
Dénominations historiques :
- A Marsas, (v. 1200-1230, cartulaire de Bigorre) ;
- De Marssanis, latin (1313, Debita regi Navarre) ;
- De Marsanis, latin (1342, pouillé de Tarbes ; 1379, procuration Tarbes) ;
- Marssas, (1429, censier de Bigorre) ;
- Marsas en Nébouzan, (1773-1781, registres paroissiaux) ;
- Marsas, (fin XVIIIe siècle, carte de Cassini).

Étymologie : nom de domaine antique, de Martianos (sous-entendu : agros) : les champs de Martius.
Nom occitan : Marçans.

## Histoire

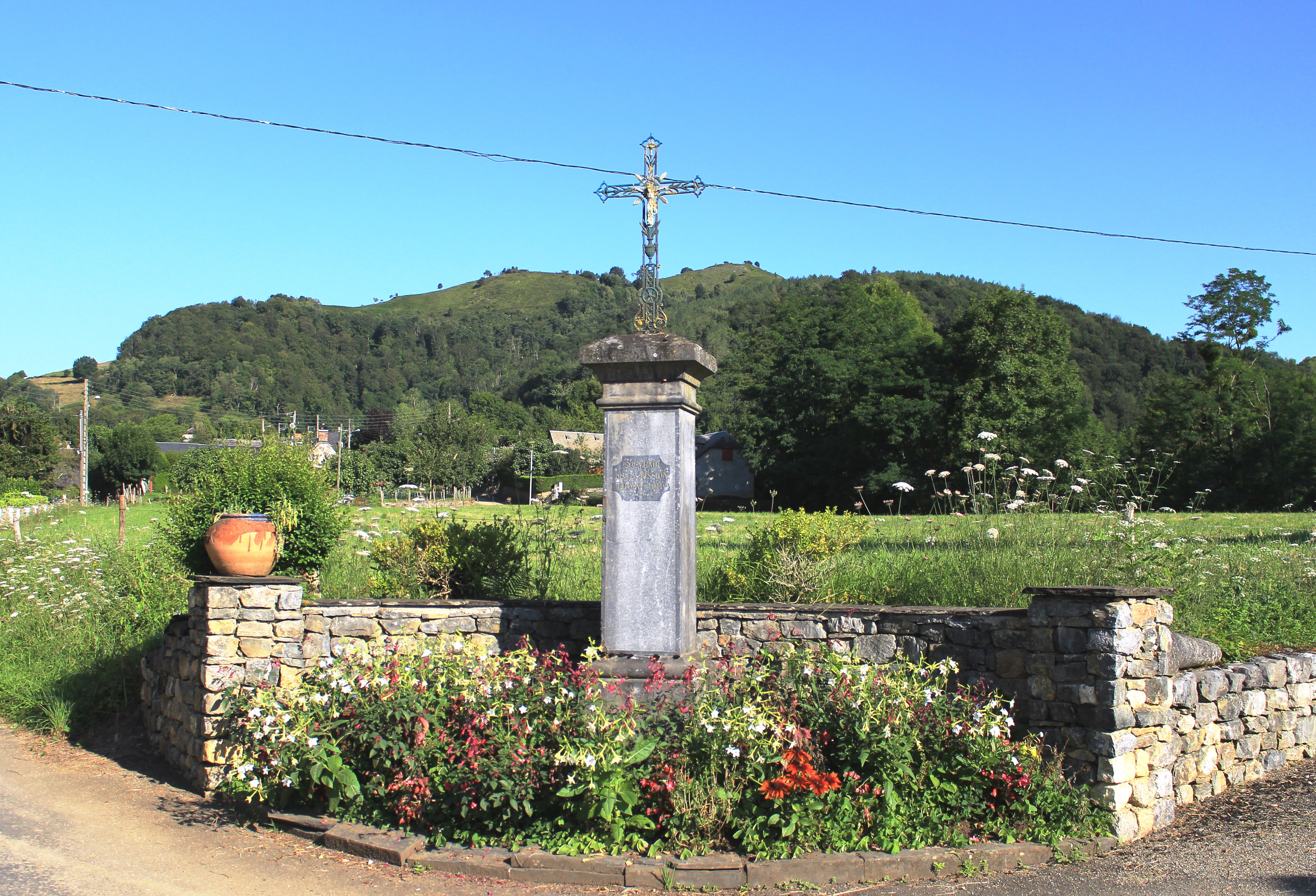
Une croix.

### Cadastre napoléonien de Marsas
Le plan cadastral napoléonien de Marsas est consultable sur le site des archives départementales des Hautes-Pyrénées.

## Politique et administration

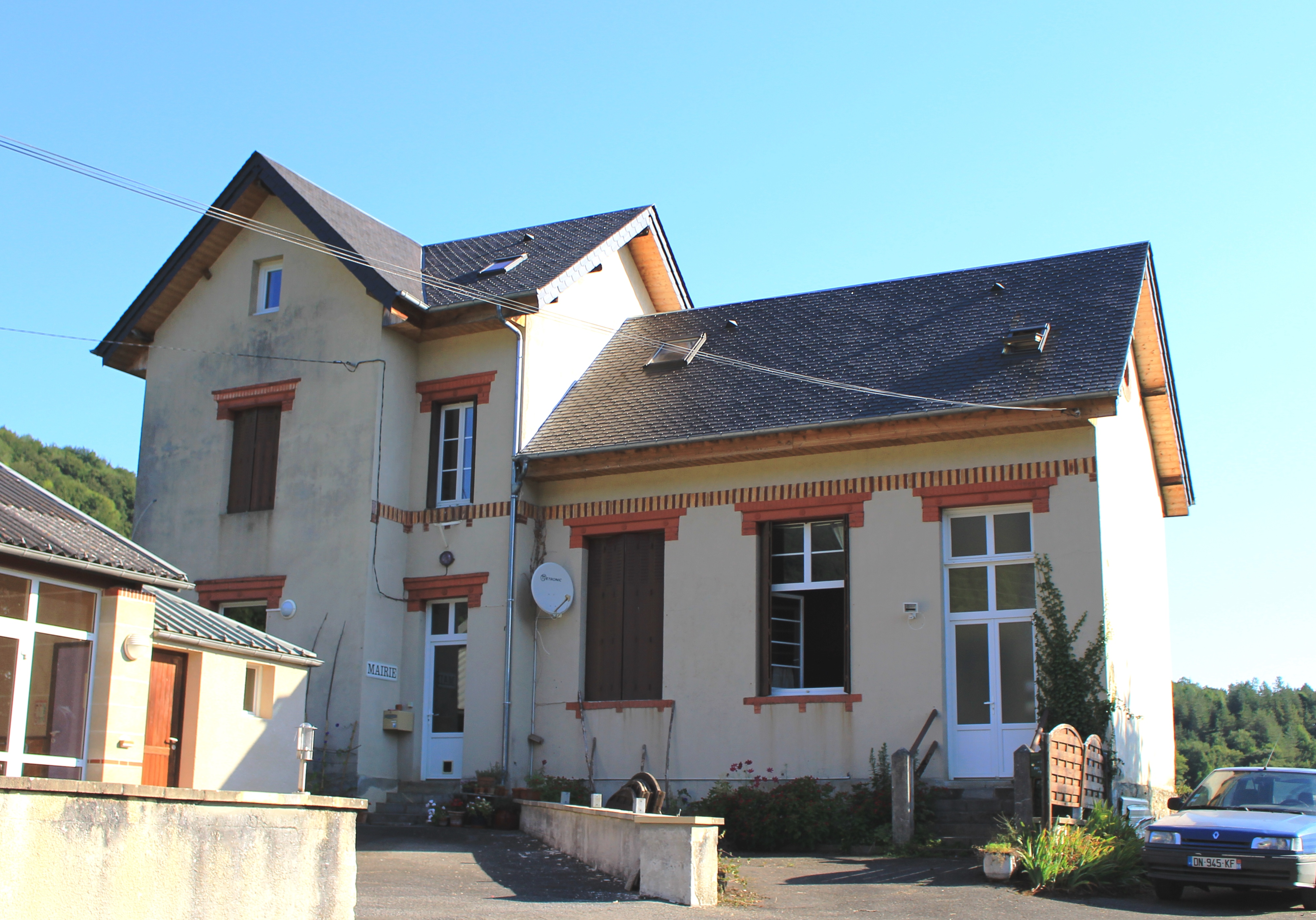
La mairie en 2020.

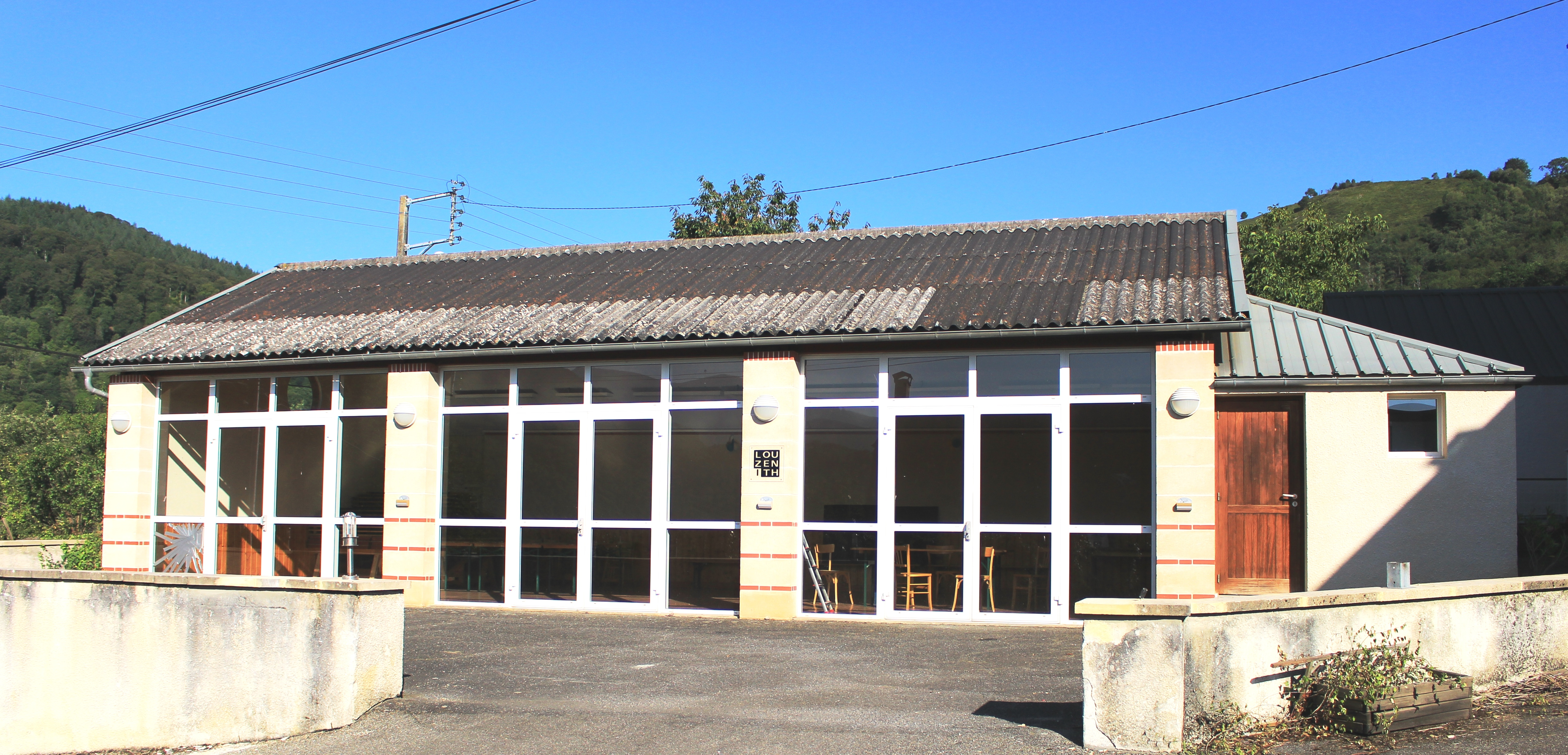
Le foyer rural en 2020.

### Liste des maires
| Période                                  | Période   | Identité        | Étiquette | Qualité |
| ---------------------------------------- | --------- | --------------- | --------- | ------- |
| Les données manquantes sont à compléter. |           |                 |           |         |
|                                          |           |                 |           |         |
| avant 1995                               | ?         | Éloi Bègue      |           |         |
| mars 2001                                | mars 2008 | Christian Aznar | NC        | Maire   |
| mars 2008                                | En cours  | Philippe Viau   | LREM      | Maire   |

### Rattachements administratifs et électoraux

#### Historique administratif
Sénéchaussée de Toulouse, élection de Nébouzan, viguerie  de Mauvezin, canton de Bagnères-de-Bigorre (1790-2014).

#### Intercommunalité
Marsas appartient à la communauté de communes Haute-Bigorre créée en décembre 1994 et qui réunit 24 communes.

## Population et société

### Démographie

#### Évolution démographique
| 1793 | 1800 | 1806 | 1821 | 1831 | 1836 | 1841 | 1846 | 1851 |
| ---- | ---- | ---- | ---- | ---- | ---- | ---- | ---- | ---- |
| 159  | 156  | 159  | 165  | 183  | 212  | 201  | 203  | 208  |

| 1856 | 1861 | 1866 | 1872 | 1876 | 1881 | 1886 | 1891 | 1896 |
| ---- | ---- | ---- | ---- | ---- | ---- | ---- | ---- | ---- |
| 202  | 180  | 195  | 177  | 195  | 158  | 156  | 141  | 143  |

| 1901 | 1906 | 1911 | 1921 | 1926 | 1931 | 1936 | 1946 | 1954 |
| ---- | ---- | ---- | ---- | ---- | ---- | ---- | ---- | ---- |
| 133  | 143  | 126  | 119  | 123  | 111  | 90   | 79   | 81   |

| 1962 | 1968 | 1975 | 1982 | 1990 | 1999 | 2006 | 2011 | 2016 |
| ---- | ---- | ---- | ---- | ---- | ---- | ---- | ---- | ---- |
| 70   | 33   | 33   | 31   | 34   | 44   | 58   | 71   | 71   |

| 2021 | 2022 | - | - | - | - | - | - | - |
| ---- | ---- | - | - | - | - | - | - | - |
| 66   | 65   | - | - | - | - | - | - | - |

## Économie

### Emploi
|                | 2008  | 2013  | 2018  |
| -------------- | ----- | ----- | ----- |
| Commune        | 4,7 % | 7,8 % | 6,2 % |
| Département    | 7,7 % | 9,4 % | 9,8 % |
| France entière | 8,3 % | 10 %  | 10 %  |

En 2018, la population âgée de 15 à 64 ans s'élève à 46 personnes, parmi lesquelles on compte 68,7 % d'actifs (62,5 % ayant un emploi et 6,2 % de chômeurs) et 31,2 % d'inactifs,. Depuis 2008, le taux de chômage communal (au sens du recensement) des 15-64 ans est inférieur à celui de la France et du département.
La commune fait partie de la couronne de l'aire d'attraction de Bagnères-de-Bigorre, du fait qu'au moins 15 % des actifs travaillent dans le pôle,. Elle compte 10 emplois en 2018, contre 11 en 2013 et 6 en 2008. Le nombre d'actifs ayant un emploi résidant dans la commune est de 29, soit un indicateur de concentration d'emploi de 33,5 % et un taux d'activité parmi les 15 ans ou plus de 55 %.
Sur ces 29 actifs de 15 ans ou plus ayant un emploi, 9 travaillent dans la commune, soit 30 % des habitants. Pour se rendre au travail, 90 % des habitants utilisent un véhicule personnel ou de fonction à quatre roues, 6,6 % s'y rendent en deux-roues, à vélo ou à pied et 3,3 % n'ont pas besoin de transport (travail au domicile).

## Culture locale et patrimoine

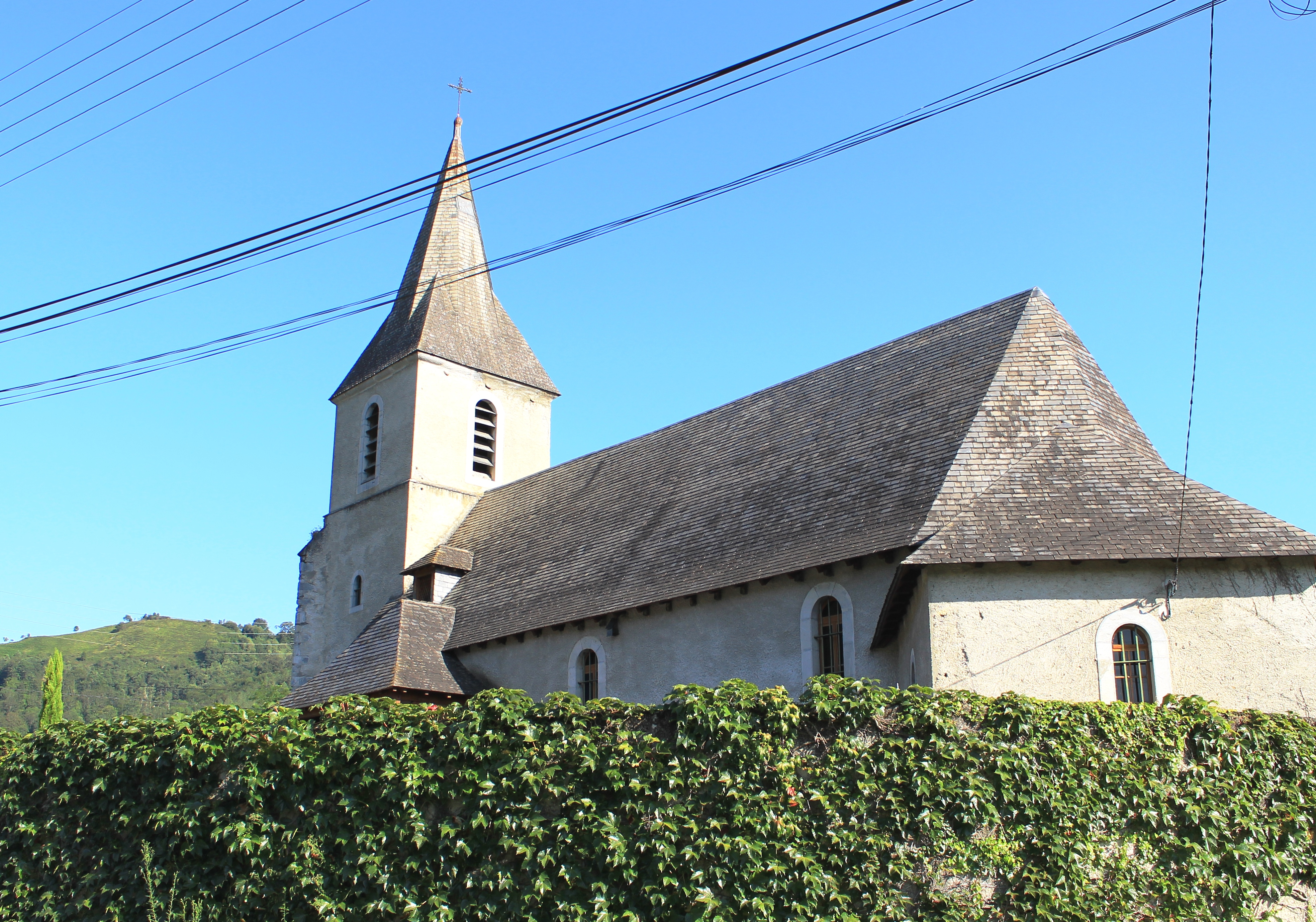
L'église de l'Assomption en 2020.

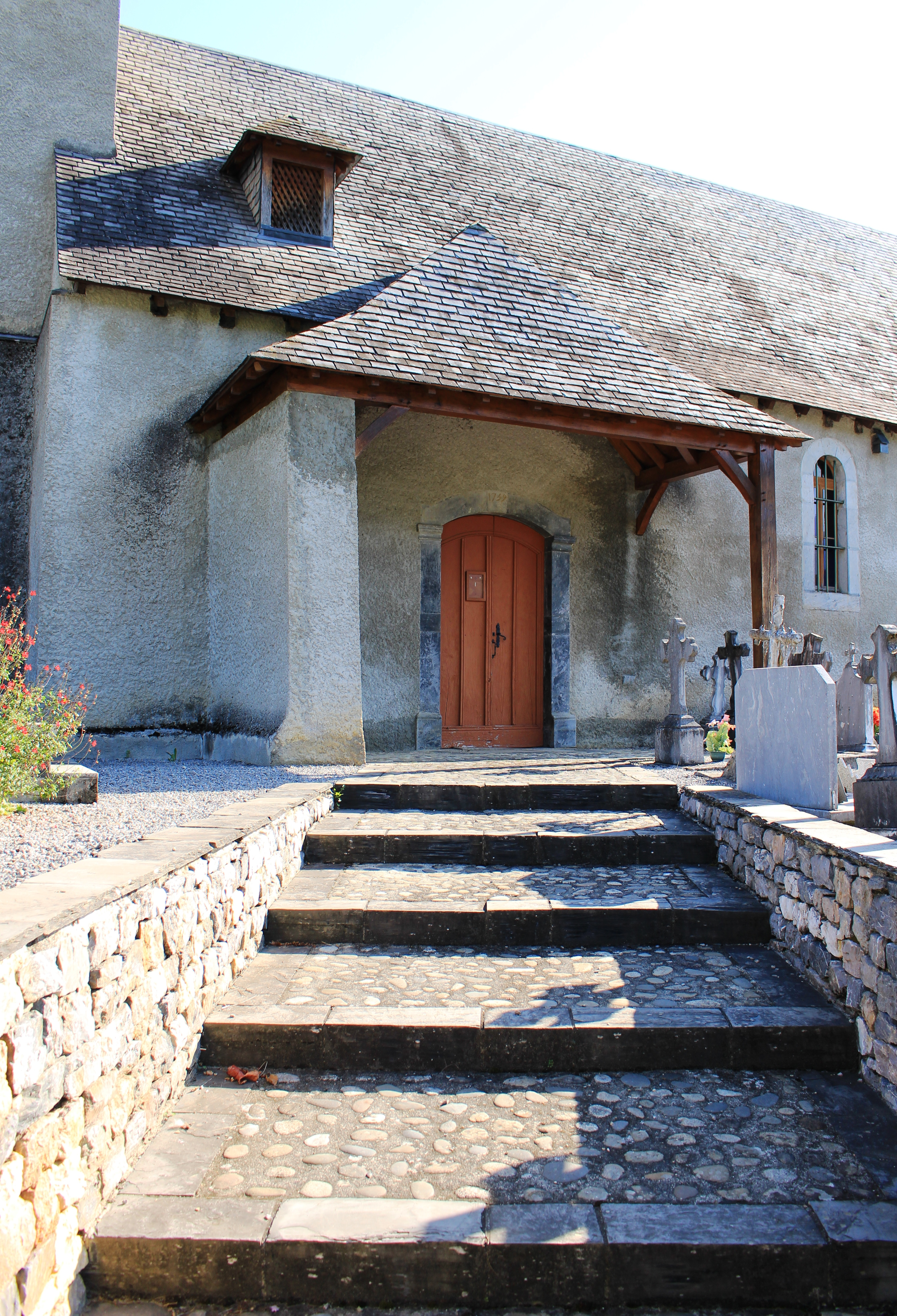
L'église de l'Assomption.

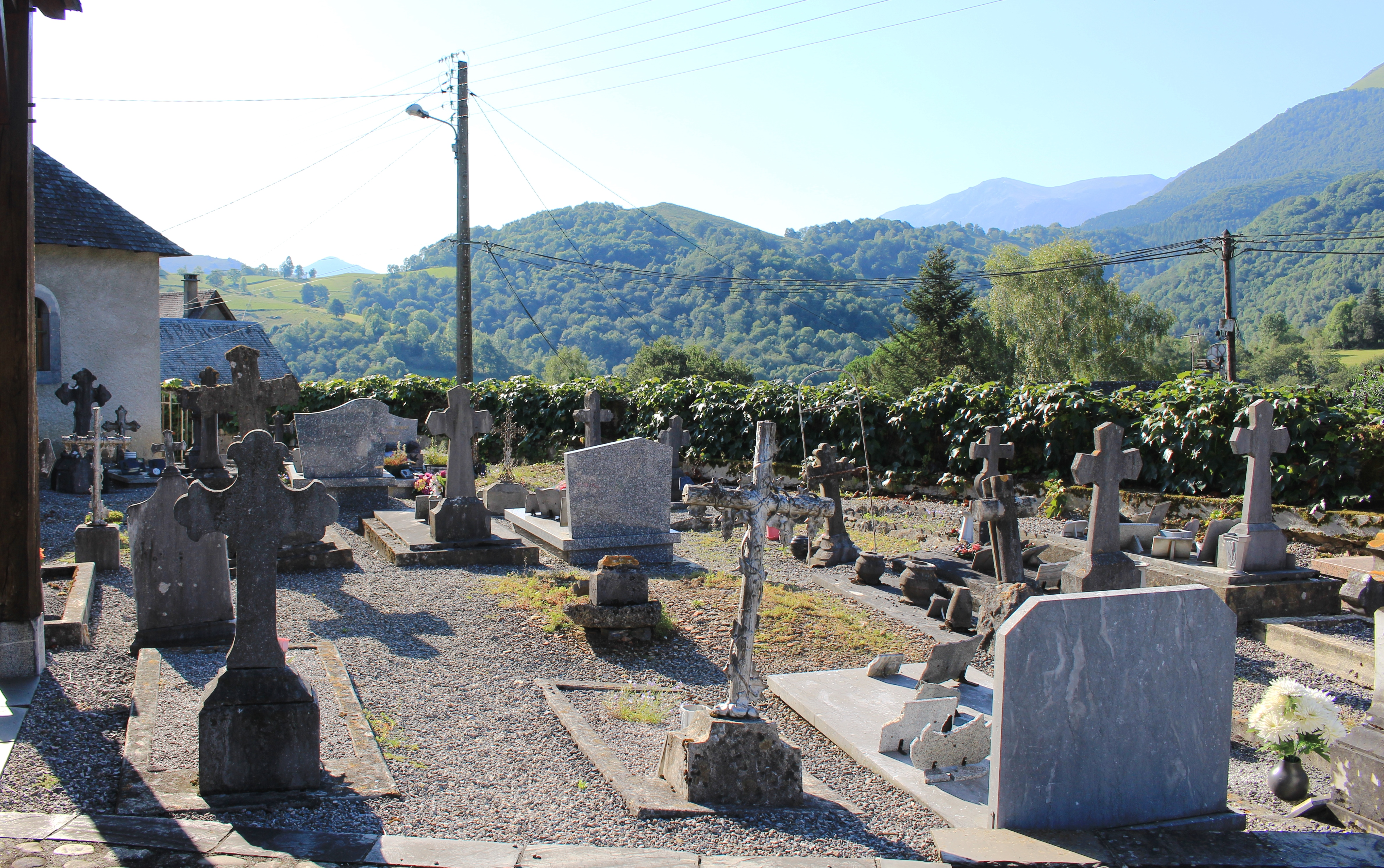
Le cimetière.

### Lieux et monuments
- Église de l'Assomption de Marsas.

### Héraldique
| Blason | Blasonnement : D'azur au mont cousu de sinople sommé d'une maison de sable, surmontée d'un soleil non figuré d'or. |